# Wszy
Wszy (Anoplura) – podrząd owadów wtórnie bezskrzydłych, zaliczany do podgromady owadów uskrzydlonych, obejmujący gatunki pasożytujące na ssakach, w tym na ludziach. Wywołuje u nich chorobę pasożytniczą zwaną wszawicą.

## Opis
Do wszy należą owady niewielkich rozmiarów, od 0,35 do 6 mm długości, silnie spłaszczone grzbietowo-brzusznie, pozbawione skrzydeł, okryte skórzastym, chitynowym pancerzem o ściśle zrośniętych segmentach. Mają zredukowane oczy, krótkie czułki, kłująco-ssące narządy gębowe, odnóża przednie i środkowe wyspecjalizowane w poruszaniu się wzdłuż włosa, odnóża środkowe i tylne wyposażone są w pazurki czepne, dzięki którym wesz może utrzymać ciężar 2000 razy przewyższający ciężar jej ciała. Żywią się krwią wysysaną po nakłuciu skóry żywiciela.
Samice wszy są większe od samców, jaja, tzw. gnidy przyklejają do włosów. Po ok. 6 dniach z jaj wylęgają się larwy przypominające wyglądem i sposobem odżywiania osobniki dorosłe.
Najstarsze skamieniałości wszy znane są z eoceńskiego bursztynu bałtyckiego, z tym że są to jaja wszy zachowane na włosach ssaków. Dotąd nie odkryto form dorosłych. Znaleziska skamieniałych dorosłych wszy z późnego triasu Indii opisane w 2001, zostały negatywnie zweryfikowane, gdy okazało się, że należą do roztoczy.

## Przegląd rodzin wszy
Na świecie znanych jest ponad 500 gatunków wszy zgrupowanych w 15 rodzinach:
- Echinophthiriidae
- Enderleinellidae
  - Enderleinellus nitzschi – pasożyt wiewiórki (Sciurus vulgaris)
- Haematopinidae
  - Wesz końska (Haematopinus asini) – pasożyt koni, osłów (Equus asinus), mułów
  - Wesz bydlęca (Haematopinus eurysternus) – pasożyt bydła (Bos taurus)
  - Wesz świńska (Haematopinus suis) – pasożyt świni (Sus scrofa domesticus)
- Hamophthiriidae
- Hoplopleuridae
  - Hoplopleura acanthopus – pasożyt gryzoni, spotykany u wielu gatunków
  - Hoplopleura affinis
- Hybophthiridae
  - Hybophthirus notophallus
- Linognathidae
  - Wesz psia (Linognathus setosus)
- Microthoraciidae
- Neolinognathidae
  - Neolinognathus elephantuli
- Pecaroecidae
- Pedicinidae
- Pediculidae
  - Wesz ludzka (Pediculus humanus) – pasożytuje na człowieku
  - Pediculus schaeffi - pasożytuje na szympansach
- Pthiridae
  - Wesz łonowa (Phthirius pubis) – pasożytuje na człowieku
  - Phtthirus gorillae - pasożytuje na gorylach
- Polyplacidae
  - Haemodipsus ventricosus
- Ratemiidae
  - Ratemia squamulata

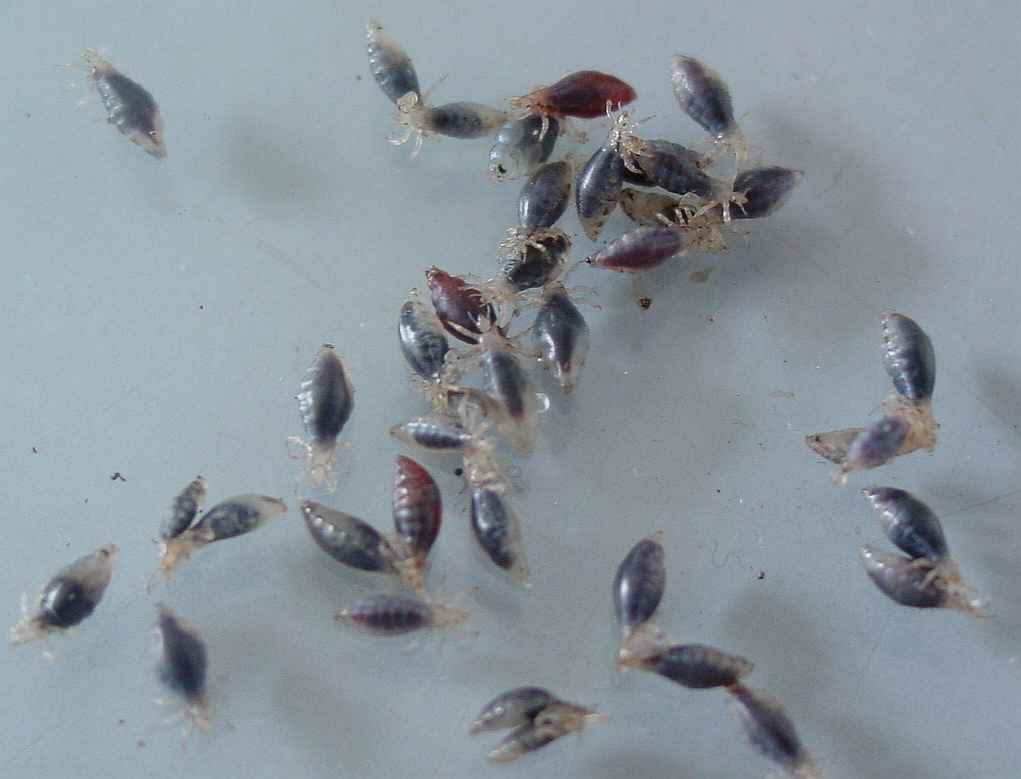
Wszy – dojrzałe osobniki
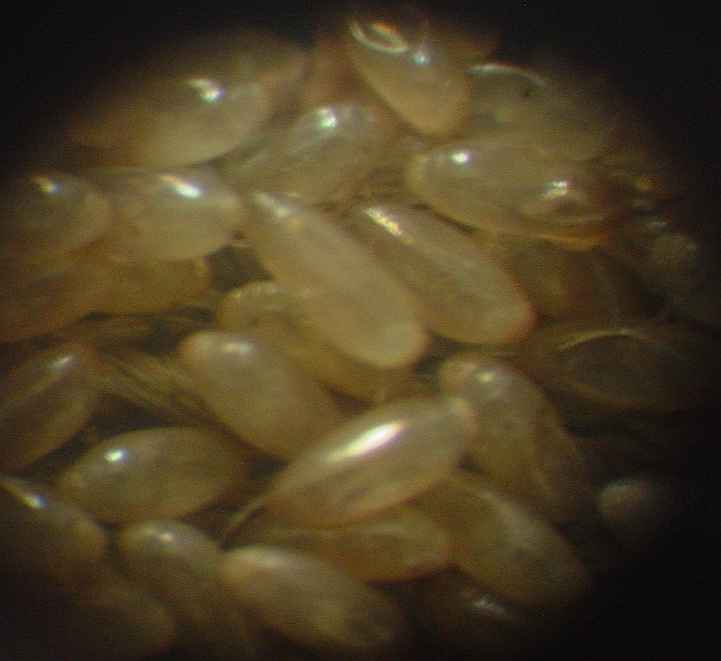
Gnidy
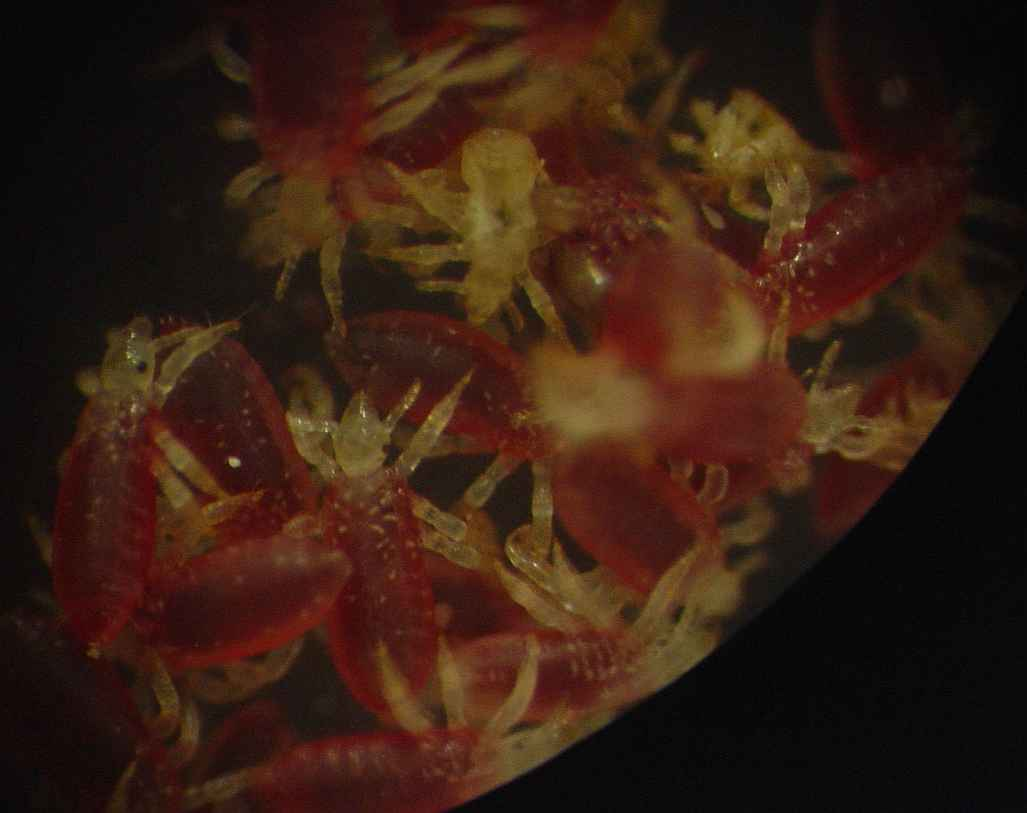
Młode wszy po karmieniu krwią ludzką

## Ewolucja wszy ludzkich
Ze względu na ścisły związek wszy z ich gospodarzami, ewolucja wszy jest związana z ich ewolucją. Ludzie są gospodarzami dwóch gatunków wszy, co jest nietypową sytuacją wśród naczelnych. Wesz głowowa jest spokrewniona z wszą pasożytującą na szympansach, a wesz łonowa z wszą gorylą. Linie ewolucyjne wszy pasożytującej na gorylach i wszy łonowej rozdzieliły się ok. 3,3 mln lat temu, a więc później, niż rozdzieliły się linie goryli i ludzi, co sugeruje, że przodkowie ludzi stali się jej gospodarzami w wyniku kontaktu z gorylami, prawdopodobnie już po utraceniu futra i rozdzieleniu stref owłosionych. Wesz głowowa właściwa jest zróżnicowana na dwie linie, które rozdzieliły się mniej więcej w czasie migracji Homo erectus do Eurazji. Z kolei podgatunek wszy głowowej, wesz odzieżowa, wyodrębnił się w przybliżeniu w czasie rozdzielenia populacji wczesnych ludzi współczesnych, którzy opuszczając Afrykę, przenieśli się do chłodniejszych stref, wymagających noszenia ubrania. Afrykańskie populacje wszy pasożytujących na człowieku są silnie zróżnicowane genetycznie, co jest analogiczne do zróżnicowania genetycznego populacji ludzkich. Z kolei pewne linie wszy głowowej z populacji pozaafrykańskich noszą ślady zmniejszenia liczebności i zróżnicowania genetycznego podobne do śladów odkrytych u człowieka.